# 핀에어의 운항 노선
2019년 3월 기준으로 핀에어는 다음과 같은 노선을 운항하고 있다.

## 운항 노선

### 아시아

#### 동아시아
- 대한민국
  - 서울 - 인천국제공항
  - 부산 - 김해국제공항 - (취항 무기한 연기)[3]
- 중화인민공화국
  - 상하이 - 상하이 푸둥 국제공항
  - 시안 - 시안 셴양 국제공항 계절편
- 홍콩
  - 홍콩 - 홍콩 첵랍콕 국제공항
- 일본
  - 도쿄
    - 하네다 국제공항
    - 나리타 국제공항

  - 나고야 - 주부 센토레아 국제공항
  - 오사카 - 간사이 국제공항

#### 동남아시아
- 싱가포르
  - 싱가포르 - 싱가포르 창이 국제공항
- 태국
  - 방콕 - 수완나품 국제공항
  - 끄라비 - 끄라비 국제공항 계절편
  - 푸켓 - 푸켓 국제공항 계절편

#### 남아시아
- 인도
  - 델리 - 인디라 간디 국제공항

#### 서남아시아
- 아랍에미리트
  - 두바이 - 두바이 국제공항 계절편
- 이스라엘
  - 텔아비브 - 벤구리온 국제공항
- 카타르
  - 도하 - 하마드 국제공항

#### 중앙아시아
- 카자흐스탄
  - 아스타나 - 누르술탄 나자르바예프 국제공항 계절편

### 아프리카

#### 북아프리카
- 이집트
  - 후르가다 - 후르가다 국제공항 전세편

### 유럽

#### 서유럽
- 영국
  - 런던 - 런던 히드로 국제공항
  - 맨체스터 - 맨체스터 공항
  - 에든버러 - 에든버러 공항
- 프랑스
  - 파리 - 파리 샤를 드 골 국제공항
  - 니스 - 니스 코트다쥐르 공항 계절편
  - 리옹 - 생텍쥐페리 국제공항
  - 보르도 - 보르도 메리냑 공항
  - 비아리츠 - 비아리츠 바스크 공항 계절편
- 독일
  - 베를린 - 베를린 브란덴부르크 공항
  - 뒤셀도르프 - 뒤셀도르프 국제공항
  - 뮌헨 - 뮌헨 국제공항
  - 슈투트가르트 - 슈투트가르트 공항
  - 프랑크푸르트 - 프랑크푸르트 국제공항
  - 하노버 - 하노버 공항
  - 함부르크 - 함부르크 공항
- 네덜란드
  - 암스테르담 - 암스테르담 스키폴 국제공항
- 벨기에
  - 브뤼셀 - 브뤼셀 국제공항

#### 중유럽
- 스위스
  - 제네바 - 제네바 국제공항
  - 취리히 - 취리히 국제공항
- 오스트리아
  - 빈 - 빈 국제공항
  - 인스부르크 - 인스부르크 공항 계절편
  - 잘츠부르크 - 잘츠부르크 공항 계절편

#### 남유럽
- 그리스
  - 아테네 - 아테네 국제공항 계절편
  - 미틸리니 - 미틸리니 국제공항 계절편
  - 산토리니 - 산토리니 국제공항 계절편
  - 스키아토스 - 스키아토스 국제공항 계절편
  - 카니아 - 카니아 국제공항 계절편
  - 코르푸 - 코르푸 국제공항 계절편
  - 코스 - 코스 국제공항 계절편
  - 헤라킬리온 - 헤라킬리온 국제공항 계절편
- 몰타
  - 발레타 - 몰타 국제공항 계절편
- 이탈리아
  - 로마 - 레오나르도 다 빈치 국제공항
  - 나폴리 - 나폴리 국제공항 계절편
  - 밀라노
    - 밀라노 리나테 공항
    - 밀라노 말펜사 국제공항

  - 베니스 - 베니스 마르코 폴로 국제공항 계절편
  - 베로나 - 베로나 빌라프랑카 공항 계절편
  - 볼로냐 - 볼로냐 굴리엘모 마르코니 국제공항
  - 피사 - 피사 국제공항 계절편
- 슬로베니아
  - 류블랴나 - 류블랴나 국제공항 계절편
- 스페인
  - 마드리드 - 마드리드 바라하스 국제공항
  - 라스팔마스 - 그란 카나리아 공항 계절편
  - 란조르테 - 란조르테 공항
  - 말라가 - 말라가 공항
  - 메노르카 - 메노르카 공항
  - 바르셀로나 - 바르셀로나 엘프라트 국제공항
  - 알리칸테 - 알리칸테 엘체 공항
  - 이비자 - 이비자 공항 계절편
  - 테네리페
    - 테네리페 노스 공항 계절편
    - 테네리페 사우스 공항 계절편

  - 팔마데마요르카 - 팔마데마요르카 공항 계절편
  - 푸에르테벤투라 - 푸에르테벤투라 공항 전세편
- 키프로스
  - 파포스 - 파포스 국제공항 계절편
- 튀르키예
  - 안탈리아 - 안탈리아 공항 계절편
- 포르투갈
  - 리스본 - 리스본 포르텔라 국제공항
  - 파로 - 파로 공항
  - 포르투 - 포르투 공항 계절편
  - 푼샬 - 푼샬 마데이라 공항 계절편

#### 동유럽
- 라트비아
  - 리가 - 리가 국제공항
- 러시아
  - 모스크바 - 셰레메티예보 국제공항
  - 상트페테르부르크 - 풀코보 국제공항
- 리투아니아
  - 빌뉴스 - 빌뉴스 국제공항
  - 카우나스 - 카우나스 공항 계절편
- 벨라루스
  - 민스크 - 민스크 국제공항
- 불가리아
  - 부르가스 - 부르가스 공항 계절편
- 에스토니아
  - 탈린 - 탈린 공항
  - 타르투 - 타르투 공항
- 체코
  - 프라하 - 프라하 바츨라프 하벨 국제공항
- 크로아티아
  - 자그레브 - 자그레브 국제공항
  - 두브로브니크 - 두브로브니크 국제공항 계절편
  - 스플리트 - 스플리트 공항 계절편
- 폴란드
  - 바르샤바 - 바르샤바 프레드릭 쇼팽 국제공항
  - 그단스크 - 그단스크 국제공항
  - 브로츠와프 - 브로츠와프 공항
  - 크라우프 - 요한 바오로 2세 국제공항
- 헝가리
  - 부다페스트 - 부다페스트 페리 헤지 국제공항

#### 북유럽
- 노르웨이
  - 오슬로 - 오슬로 가르데르모엔 국제공항
  - 베르겐 - 베르겐 공항 계절편
  - 보되 - 보되 공항
  - 스발바르 제도 - 스발바르 공항
  - 키르케네스 - 키르케네스 공항
  - 트론하임 - 트론하임 공항
  - 트롬쇠 - 트롬쇠 공항
- 덴마크
  - 코펜하겐 - 코펜하겐 카스트럽 국제공항
  - 빌룬드 - 빌룬드 공항
- 스웨덴
  - 스톡홀름
    - 스톡홀름 알란다 국제공항
    - 스톡홀름 브로마 공항

  - 말뫼 - 말뫼 공항
  - 비스뷔 - 비스뷔 공항 계절편
  - 예테보리 - 예테보리 란테보리 공항
  - 우메오 - 우메오 공항 계절편
- 아이슬란드
  - 레이캬비크 - 케플라비크 국제공항
- 핀란드
  - 헬싱키 - 헬싱키 반타 국제공항 허브
  - 로바니에미 - 로바니에미 공항
  - 마리에하먼 - 마리에하먼 공항
  - 바사 - 바사 공항
  - 오울루 - 오울루 공항
  - 요엔수 - 요엔수 공항
  - 이발로 - 이발로 공항
  - 이위베스퀼레 - 이위베스퀼레 공항
  - 카자니 - 카자니 공항
  - 쿠사모 - 쿠사모 공항
  - 쿠오피오 - 쿠오피오 공항
  - 키틸라 - 키틸라 공항
  - 탐페레 - 탐페레 공항
  - 투르쿠 - 투르쿠 공항

### 아메리카

#### 북아메리카
- 미국
  - 뉴욕 - 존 F. 케네디 국제공항
  - 댈러스 - 댈러스 포트워스 국제공항
  - 로스앤젤레스 - 로스앤젤레스 국제공항
  - 마이애미 - 마이애미 국제공항 계절편
  - 샌프란시스코 - 샌프란시스코 국제공항 계절편
  - 시애틀 - 시애틀 타코마 국제공항 계절편
  - 시카고 - 시카고 오헤어 국제공항 계절편

#### 카리브해
- 도미니카 공화국
  - 푸에르토플라타 - 그레고리오 루페론 국제공항 계절편
  - 푼타카나 - 푼타카나 국제공항
- 쿠바
  - 하바나 - 호세 마르티 국제공항 계절편

## 단항 노선

### 아시아

#### 동아시아
- 중화인민공화국
  - 베이징
    - 베이징 다싱 국제공항
    - 베이징 수도 국제공항

  - 광저우 - 광저우 바이윈 국제공항
  - 난징 - 난징 루커우 국제공항
  - 충칭 – 충칭 장베이 국제공항 계절편
- 일본
  - 삿포로 - 신치토세 공항
  - 후쿠오카 - 후쿠오카 공항

#### 동남아시아
- 말레이시아
  - 랑카위 - 랑카위 국제공항
- 베트남
  - 하노이 - 노이바이 국제공항
  - 호치민 시 - 떤선녓 국제공항 계절편
- 태국
  - 파타야 - 우타파오 국제공항

#### 남아시아
- 스리랑카
  - 콜롬보 - 반다라나이케 국제공항
- 인도
  - 고아 주 - 고아 국제공항 계절편
  - 뭄바이 - 차트라파티 시바지 국제공항

#### 서남아시아
- 바레인
  - 마나마 - 바레인 국제공항
- 아랍에미리트
  - 두바이 - 알막툼 국제공항
  - 샤르자 - 샤르자 국제공항
- 요르단
  - 암만 – 퀸 알리아 국제공항
  - 아카바 - 킹 후세인 국제공항
- 이라크
  - 바그다드 - 바그다드 국제공항
- 이스라엘
  - 에일라트 - 오브다 공항 계절편

### 아프리카

#### 동아프리카
- 케냐
  - 몸바사 - 모이 국제공항

#### 북아프리카
- 모로코
  - 아가디르 - 아가디르 알마시르 공항
- 이집트
  - 카이로 - 카이로 국제공항
  - 룩소르 - 룩소르 국제공항
  - 마르사알람 - 마르사알람 국제공항
  - 샤름엘셰이크 - 샤름엘셰이크 국제공항
- 튀니지
  - 엔피다 - 엔피다 하마메트 국제공항

### 유럽

#### 서유럽
- 영국
  - 런던 - 런던 개트윅 국제공항 계절편
- 독일
  - 베를린 - 베를린 테겔 국제공항
  - 뉘른베르크 - 뉘른베르크 공항
  - 쾰른 – 쾰른 본 공항
- 룩셈부르크
  - 룩셈부르크 시티 - 룩셈부르크 핀델 국제공항

#### 남유럽
- 북마케도니아
  - 오흐리드 - 오흐리드 국제공항
- 스페인
  - 헤레스데라프론테라 - 헤레스데라프론테라 공항
- 튀르키예
  - 이스탄불 - 아타튀르크 국제공항
- 포르투갈
  - 파로 - 파로 공항
  - 폰타델가다 - 후앙 파울로 2세 공항 계절편

#### 동유럽
- 러시아
  - 무르만스크 - 무르만스크 공항 계절 전세편
  - 사마라 - 쿠루모치치 국제공항
  - 예카테린부르크 - 콜초보 국제공항
  - 카잔 - 카잔 국제공항 계절편
  - 페트로자포츠크 - 페트로자포츠크 공항
- 루마니아
  - 부쿠레슈티 - 헨리 코안더 국제공항
- 불가리아
  - 소피아 - 소피아 공항
- 우크라이나
  - 키예프 - 보리스필 국제공항
- 크로아티아
  - 풀라 - 풀라 공항 계절편

#### 북유럽
- 노르웨이
  - 락셀 - 락셀 공항
- 스웨덴
  - 말뫼 - 말뫼 공항
  - 순스발 - 순스발 공항
- 핀란드
  - 라펜란타 - 라펜란타 공항
  - 마리에함 - 마리에함 공항
  - 미켈리 - 미켈리 공항
  - 사본린나 - 사본린나 공항
  - 에논테키외 - 에논테키외 공항
  - 이위배스퀼래 - 이위배스퀼래 공항
  - 카야니 - 카야니 공항
  - 케미/토르니오 - 케미 토르니오 공항
  - 코콜라/자코바스테드 - 코콜라 피테어사리 공항
  - 탐페레 - 탐페레 공항
  - 투르쿠 - 투르쿠 공항
  - 포리 - 포리 공항

### 아메리카

#### 북아메리카
- 미국
  - 디트로이트 - 디트로이트 메트로폴리탄 웨인 카운티 국제공항
  - 보스턴 - 보스턴 로건 국제공항
  - 샌프란시스코 - 샌프란시스코 국제공항
  - 포트로더데일 - 포트로더데일 할리우드 국제공항
- 캐나다
  - 몬트리올 - 몬트리올 피에르 엘리오트 트뤼도 국제공항
  - 몬트리올 - 몬트리올 미라벨 국제공항
  - 토론토 - 토론토 피어슨 국제공항
  - 핼리팩스 - 핼리팩스 스탠필드 국제공항
- 멕시코
  - 캉쿤 - 캉쿤 국제공항
  - 푸에르토바야르타 - 푸에르토바야르타 국제공항 계절편
- 파나마
  - 파나마시티 - 토쿠멘 국제공항

#### 남아메리카
- 베네수엘라
  - 마르가리타 - 산티아고 마리뇨 국제공항
- 브라질
  - 레시페 - 레시페 구아라라피스 질베르토 프레이르 국제공항
  - 포르탈레자 - 핀토 마틴즈 포르탈레자 국제공항
- 콜롬비아
  - 카르타헤나 - 라파엘 뉴녜즈 국제공항

#### 카리브해
- 쿠바
  - 바라데로 - 후안 괄베르토 고메스 공항
  - 올긴 - 프랑크 파이스 공항